# ウェブデザイナー
ウェブデザイナー (web designer) とは、ウェブ（World Wide Web）に関係するデザイナーである。
ウェブデザイン技能士という技能検定がある。

## 求められる知識

### 必須の知識
今日のウェブデザイナーには、次の知識が必須だと考えられる。
- HTML
- XHTML
- CSS
- 配色、色彩心理学
- レイアウト、人間工学

全国のWebデザインスクール受講経験者120名を対象に行った調査によると、ウェブデザイン講座の平均受講期間は7.0か月で、最頻値は1か月（27.5%）と報告されている。既存の教育課程に加え、このような短期講座で技能を習得するケースも見られる。

### 望ましい知識
今日のウェブデザイナーが操作を習得している、望ましいとされるソフトウェアやウェブサイトの例を次に示す。ただし、特定のソフトウェアやウェブサイトは常に変化し、いつ廃れるかわからないため、必ずしも特定企業・特定開発者の製品を習得することが望ましいとは限らない。最低限、上記の必須の知識に上げられている W3C の勧告に沿ったマークアップ言語やWeb標準に準拠したソフトウェアを使いこなすことが重要である。
画像編集ソフトウェアAdobe Photoshop、CLIP STUDIO、Pixelmator、GIMP、Adobe Fireworksなどで、ペイント系な作画や写真編集が出来る。Adobe Illustrator、CorelDRAW、Inkscape、Sketch (ソフトウェア)、Figmaなどで、ドロー系な作画が出来る。
ウェブオーサリングツールAdobe Dreamweaver、Microsoft Expression Web、Aptana
動画・音声・ライブ配信YouTube、Behance、QuickTime Streaming Server
HTML5アニメーション作成Adobe Edge、 Hype
プログラミングMarkdown、JavaScript、PHP、Ruby、Sass、Python、ASPX、Perl
データ転送（Git, FTP, SFTP, SCP, WebDAV クライアント）FFFTP、WinSCPなど。ウェブページやウェブオーサリングツールに付属されているため、利用されないこともある。
コンテンツ管理システム (CMS)WordPress、Movable Type、MODx、PHP-Nuke、OpenCms、Zope、XOOPS、Wix.com
Flashムービー作成Adobe Flash。ただしサポート終了し、HTML5ビデオに移行する傾向にある。